# Merion

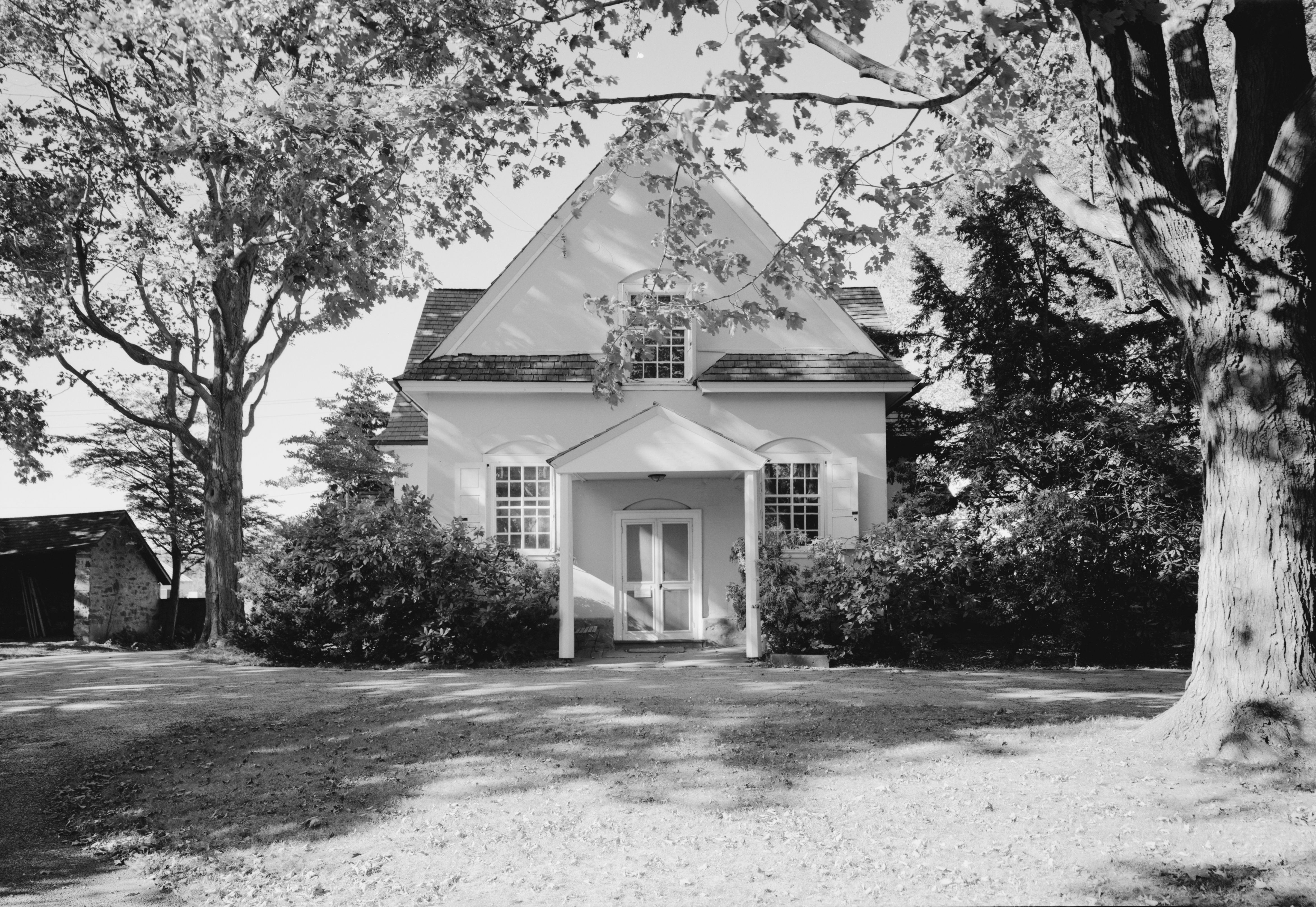
Merion Friends Meeting House

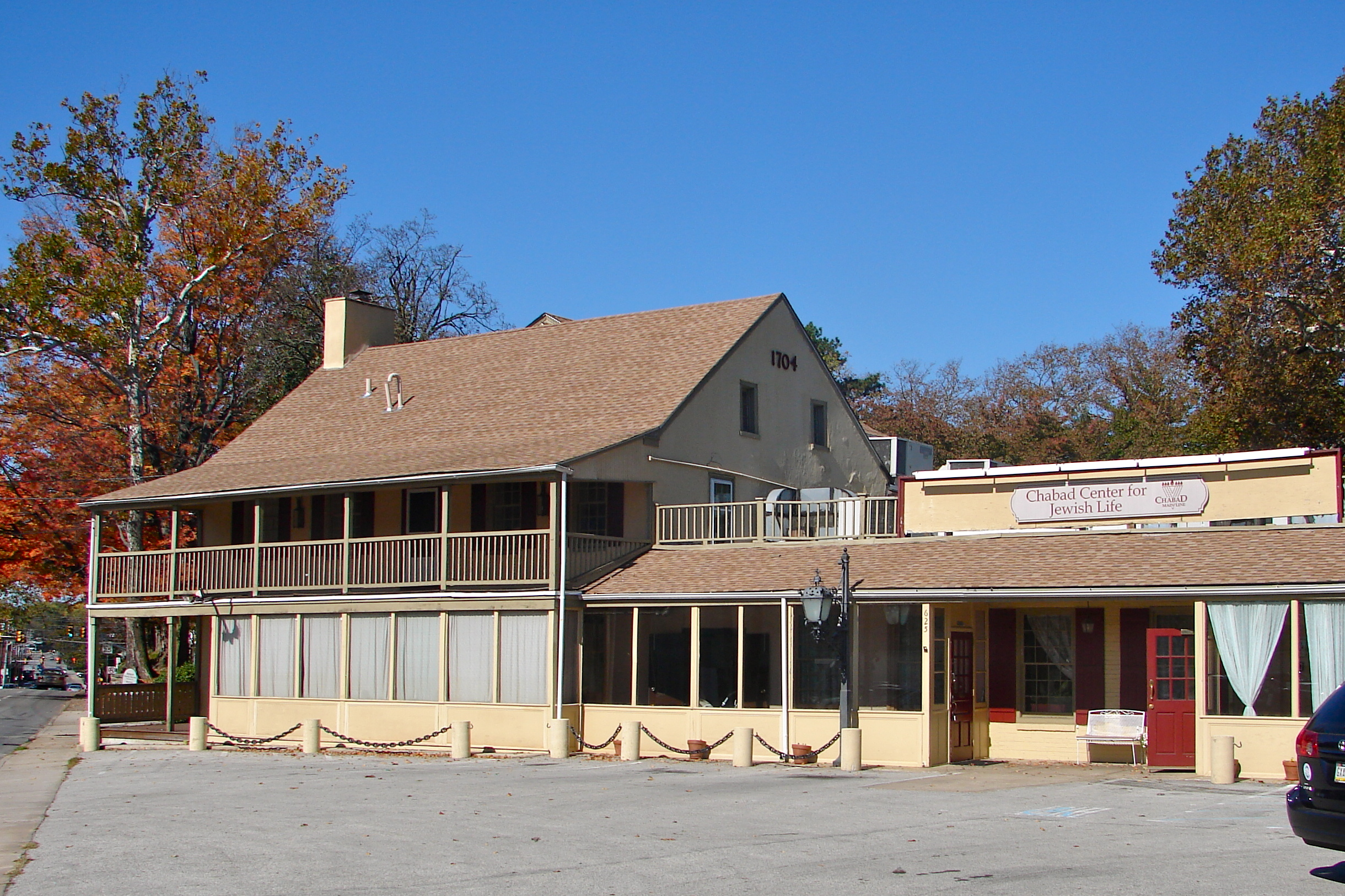
General Wayne Inn

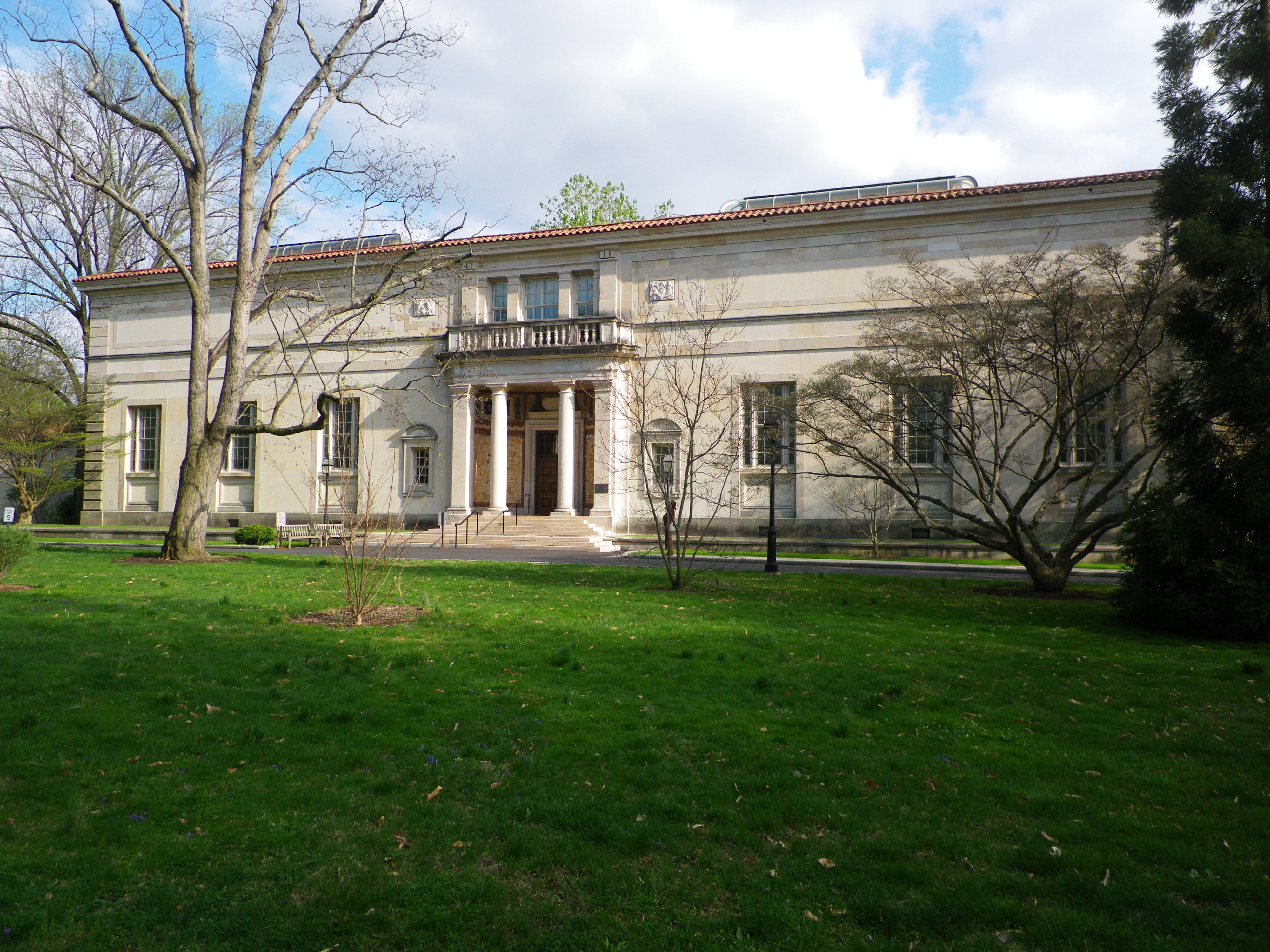
Det ursprungliga Barnes Foundation

Merion, eller Merion Station, är en ort i Montgomery County i Pennsylvania i USA, en förstad till Philadelphia.
Merion Friends Meeting House, som idag ligger vid korsningen av Montgomery Avenue och Meetinghouse Lane, byggdes redan 1696–1714 av invandrare från Wales. Det är det äldsta bevarade huset i Pennsylvania och det näst äldsta bevarade huset i USA. Det, och också det yngre General Wayne Inn, är byggnadsminnen. 
Staden är känd för Barnes Foundation, som tidigare låg vid Latches Lane från 1920-talet till 2012. Numera finns på museitomten Merion Arboretum.